# كفر الوسطاني
 كفر الوسطاني هي إحدى قرى مركز كفر سعد التابع لمحافظة دمياط بجمهورية مصر العربية. حسب إحصاء سنة 2006م، بلغ عدد سكان كفر الوسطاني 21321 نسمة منهم 10614 ذكور و10707 إناث.